# Tonna poppei
Tonna poppei is een slakkensoort uit de familie van de Tonnidae. De wetenschappelijke naam van de soort is voor het eerst geldig gepubliceerd in 2005 door Vos.